# Ломки (Покровське сільське поселення)
Ломки (рос. Ломки) — присілок Гагарінського району Смоленської області Росії. Входить до складу Покровського сільського поселення.
Населення — 5 осіб. 